# 亞當斯鎮區 (明尼蘇達州毛爾縣)
亞當斯鎮區（英語：Adams Township）是位於美國明尼蘇達州毛爾縣的一個行政鎮區。

## 地方資料
亞當斯鎮區的面積為90.66平方千米，皆為陸地。根據2020年美國人口普查的數據，當地共有人口443人，而人口密度為每平方千米4.89人。